# Kanada na Letních olympijských hrách 1976
Kanada se účastnila Letní olympiády 1976 v domácím Montréalu. Zastupovalo ji 385 sportovců (261 mužů a 124 žen) ve 23 sportech.

## Medailisté
| Medaile | Jméno                                                       | Sport      | Soutěž                                |
| ------- | ----------------------------------------------------------- | ---------- | ------------------------------------- |
| Stříbro | Greg Joy                                                    | Atletika   | Muži skok do výšky                    |
| Stříbro | John Wood                                                   | Kanoistika | Muži C-1 500 m                        |
| Stříbro | Michel Vaillancourt                                         | Jezdectví  | Parkurové skákání – jednotlivci       |
| Stříbro | Cheryl Gibson                                               | Plavání    | Ženy 400 m polohový závod             |
| Stříbro | Stephen Pickell Graham Smith Clay Evans Gary MacDonald      | Plavání    | Muži štafeta 4 × 100 m polohový závod |
| Bronz   | Nancy Garapick                                              | Plavání    | Ženy 100 m znak                       |
| Bronz   | Nancy Garapick                                              | Plavání    | Ženy 200 m znak                       |
| Bronz   | Shannon Smith                                               | Plavání    | Ženy 400 m volný způsob               |
| Bronz   | Becky Smith                                                 | Plavání    | Ženy 400 m polohový závod             |
| Bronz   | Gail Amundrud Barbara Clark Becky Smith Anne Jardin         | Plavání    | Ženy štafeta 4 × 100 m volný způsob   |
| Bronz   | Wendy Cook Robin Corsiglia Susan (Smith) Kelsey Anne Jardin | Plavání    | Ženy štafeta 4 × 100 m polohový závod |